# Trennende Familie
Eine trennende Familie ist in der Stochastik und der Maßtheorie eine Menge von messbaren Abbildungen, mittels derer sich gewisse Maße unterscheiden lassen. Trennende Familien treten beispielsweise bei der Definition von Konvergenzbegriffen von Maßen oder der Definition der Vollständigkeit in der mathematischen Statistik auf.

## Definition
Gegeben sei eine Menge {\displaystyle {\mathcal {M}}} von Radon-Maßen auf {\displaystyle E} und eine Menge {\displaystyle {\mathcal {F}}} von messbaren Abbildungen {\displaystyle E\to \mathbb {R} }.
{\displaystyle {\mathcal {F}}} heißt dann eine trennende Familie (oder schlicht trennend) für {\displaystyle {\mathcal {M}}}, wenn für alle {\displaystyle \mu _{1},\mu _{2}\in {\mathcal {M}}} gilt:
Wenn {\displaystyle \int f\mathrm {d} \mu _{1}=\int f\mathrm {d} \mu _{2}}   für alle   {\displaystyle f\in {\mathcal {F}}\cap {\mathcal {L}}(\mu _{1})\cap {\mathcal {L}}(\mu _{2})},   dann ist   {\displaystyle \mu _{1}=\mu _{2}}.
Die Maße lassen sich also anhand der Integrale über die Funktionenklasse unterscheiden.

## Beispiele
Beweise, dass eine Funktionenmenge trennend ist, sind meist aufwendiger zu führen. Beispielsweise gilt:
- Ist {\displaystyle E} ein metrischer Raum, so ist die Menge aller Lipschitz-stetigen Abbildungen von {\displaystyle E} nach {\displaystyle [0,1]} mit Lipschitz-Konstante 1 (auch als {\displaystyle \operatorname {Lip} _{1}(E,[0,1])} bezeichnet) trennend für die Menge der Radon-Maße.
- Ist {\displaystyle E} zusätzlich zu den obigen Voraussetzungen noch lokalkompakt, so ist die Menge {\displaystyle C_{c}(E)\cap \operatorname {Lip} _{1}(E,[0,1])} trennend für die Menge der Radon-Maße. Hierbei bezeichnet {\displaystyle C_{c}(E)} die Menge aller stetigen Funktionen mit kompaktem Träger.

## Anwendung
Ein Anwendungsbeispiel der trennenden Familien ist die Definition von Konvergenzbegriffen. Da durch die trennende Familie das Maß eindeutig festgelegt wird, bietet sich folgender Konvergenzbegriff für eine Menge von Radonmaßen {\displaystyle {\mathcal {M}}} und eine dazugehörige trennende Familie {\displaystyle {\mathcal {M}}} an:
{\displaystyle \lim _{n\to \infty }\mu _{n}=\mu \;:\iff \lim _{n\to \infty }\int f\mathrm {d} \mu _{n}=\int f\mathrm {d} \mu {\text{ für alle }}f\in {\mathcal {F}}}
Beispiele hierfür sind:
- Die schwache Konvergenz von Maßen definiert so die Konvergenz endlicher Maße auf einem metrischen Raum versehen mit der Borelschen σ-Algebra. Als trennende Familie ist die Menge der beschränkten stetigen Funktionen gewählt.
- Die vage Konvergenz von Maßen definiert so die Konvergenz von Radon-Maßen auf einem lokal kompakten Hausdorff-Raum. Als trennende Familie ist die Menge der stetigen Funktionen auf einem kompakten Träger gewählt.

Ähnliche Aussagen finden sich auch im Rahmen des Portmanteau-Theorems zur Charakterisierung der Konvergenz von Maßen.